# 佐佐木紀綱
佐佐木紀綱（日语：／，1860年3月27日—1945年8月7日），日本紀伊國人，紀州藩士族出身，企業家。臺灣日治時期在臺灣主要經營木材業、鳳梨罐頭等事業，1933年時臺灣各主要城市都有其木材行的分店。此外佐佐木紀綱也擔任過多家企業的社長、監查役等職位，並擔任過臺南州協議會會員（第1到8屆）、臺南地方稅調查委員、臺南公館評議員、紅十字會（赤十字社）終身會員等等職務。
臺灣日治時期初期，臺南一帶的在臺日人有所謂的「臺南四元老」。佐佐木紀綱即為其中之一，其他三人是川原義太郎、富地近思、田村武七。川原義太郎逝世後，臺南日人巨頭的地位由他所繼承。佐佐木紀綱因為在臺發跡於臺南，對於後來官方重視高雄港忽視安平港的態度曾表示不滿，批評總督府未給予安平足夠的重視，但晚年他也在高雄哈瑪星建有房舍居住。

## 生平

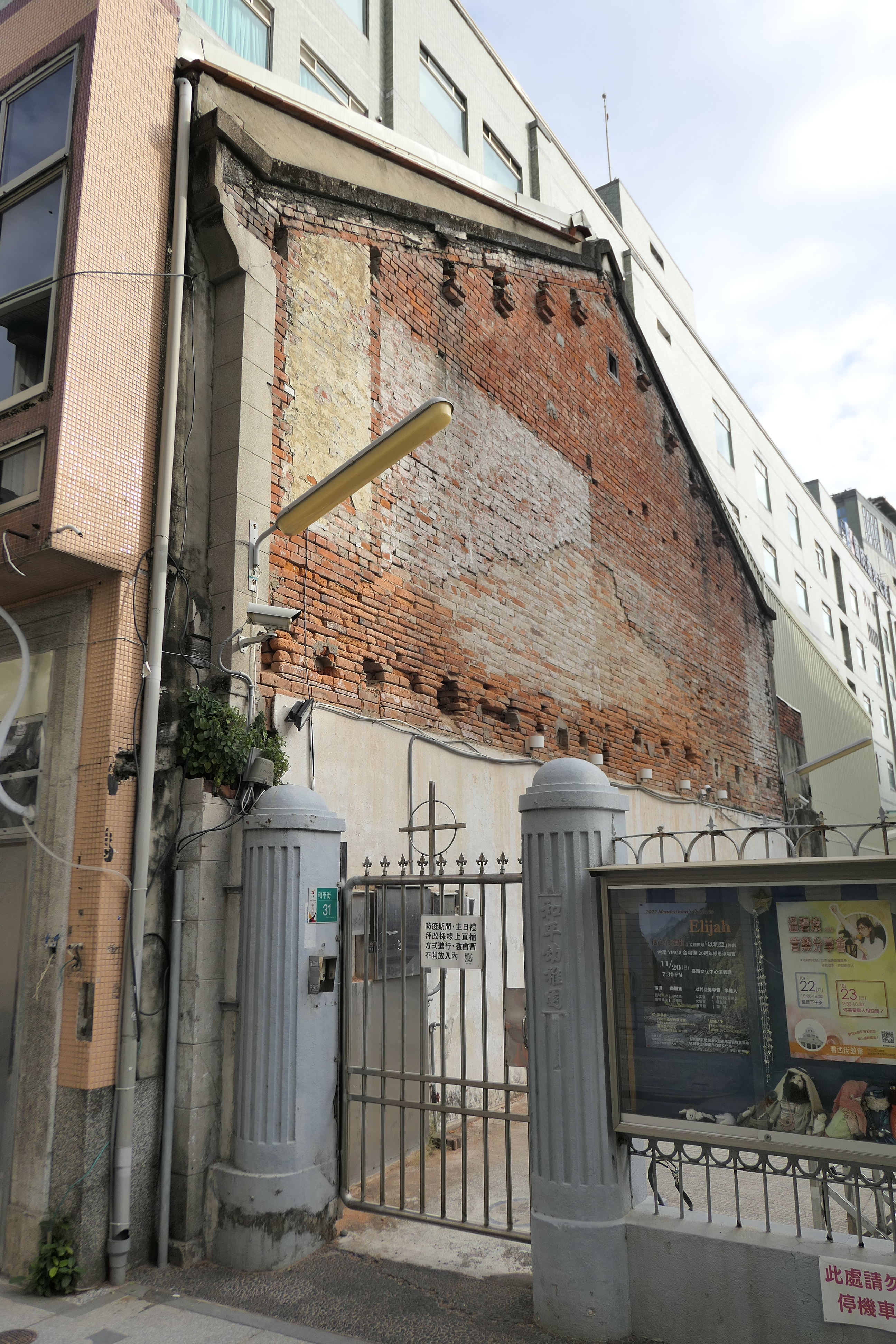
佐佐木材木行本店拆除後，僅存的牆壁。

佐佐木紀綱出生於安政七年三月六日（1860年3月27日），是紀州藩士族佐佐木團吉長男。幼時就讀於淺井學塾學習漢籍，18歲時前往東京遊學。
明治十六年（1883年）加入陸軍，後於明治廿二年（1889年）退伍。退伍之後佐佐木紀綱前往北海道發展，最初進入北海道鑛山株式會社，之後轉到炭礦鐵道會社，於歌志內炭山工事部任職。
甲午戰爭期間，佐佐木紀綱曾擔任過軍隊通譯官，在滿州活動。明治廿八年（1895年）辭職後回到日本本土，成為石田商會的店員。而後因為該商會計畫在臺灣發展，佐佐木紀綱搭乘滿載商會貨物的千鳥丸前往臺灣，於該年（1895年）8月底到基隆港。到達基隆後，佐佐木紀綱又前往淡水，因為有當年在滿州認識的人「岡田」在淡水當通譯，佐佐木紀綱透過他交涉後順利地在淡水借到倉庫，卸下商會貨物。在此時期，他暫時寄宿於大稻埕。
為了商會開闢新店的計畫，佐佐木紀綱打算南下調查，但當時以私人身分難以前往臺灣南部，所以他成為了軍隊臨時雇員以便隨軍南下。1895年10月初，他搭乘的旗艦東京丸與其他軍艦來到布袋嘴（今嘉義縣布袋鎮）登陸，之後他隨軍隊到過鹽水港（今臺南市鹽水區）、茅港尾街（在今臺南市下營區），10月21、22日，從看西（在今臺南市新市區豐華里）到臺南，並在10月23日進入臺南府城。來到臺南後，佐佐木紀綱住在南進軍司令部。軍隊於兩廣會館舉辦戰捷祝賀會時，他被任命為打掃監督。該年（1895年）12月，佐佐木紀綱離開軍隊，定居在臺南，以石田商會代表的身分於安平港活動，籌備營運事宜。
來到臺南後，石田商會的貨物在先前拜託岡田通譯協助下，借到怡記洋行（Bain & Co.）的倉庫存放，此外石田商會也在南河街開店。當時石田商會主要經營砂糖買賣，租了廈門、鳳滿、千鳥、龍平四艘船，經營日本本土到基隆、淡水與安平的航路。明治廿九年（1896年）冬，石田商會把一切業務讓渡給大阪共立物產會社，佐佐木紀綱因而成為大阪共立物產會社的員工。另外這一年（1896年），佐佐木紀綱曾和幡田義之助等人成立「臺南商業組合」，但不久後解散幡。明治三十年（1897年）10月，因為大阪共立會社在上海、香港的分店有很大的損失，無法維持臺南的分店。佐佐木紀綱試圖說服董事留住臺南分店，但被董事們以缺乏資金拒絕，並反過來說佐佐木紀綱有熱忱的話就出錢將店頂下來。之後佐佐木紀綱回老家請求父母資助，得到同意後將家裡一切財產抵押借來資金。佐佐木紀綱在11月回到臺灣處理手續，於12月13日將臺南分店變成自己的店鋪，並成立了「佐佐木商會」。明治卅八年（1905年），佐佐木紀綱發起成立「臺南商工組合」，成為組合長。明治四十年（1907年）7月，佐佐木紀綱發起成立「臺南信用組合」；這一年他也協助私立臺南幼稚園的籌備。明治四十二年（1909年），佐佐木紀綱成為臺灣實業協會臺南支部長：該年參與請願設立臺南中學校（今臺南二中）。明治四十四年（1911年），在鳳山經營鳳梨罐頭工廠的岡村庄太郎因經營不理想，邀請包含佐佐木紀綱在內的在臺日人合作，將工廠改為「臺灣鳳梨罐頭株式會社（臺灣鳳梨罐詰株式會社）」，並由佐佐木紀綱擔任社長但實際經營者是橋本安博。該年（1911年）他也擔任防疫組合長，長達16年。
大正二年（1913年），臺灣的日資木材商成立「臺灣木材合資會社」，販賣阿里山木材，而佐佐木紀綱擔任該會社的理事。大正三年（1914年）6月3日，「信用組合臺南興信社」成立，佐佐木紀綱擔任組合長。大正四年（1915年），川原義太郎打算成立「臺南安平電氣鐵道株式會社」，與臺南當地重要人物共同商量，佐佐木紀綱被推選為調查委員。大正六年（1917年），因建築業不景氣，打狗原有的六間木材行有兩家倒閉，佐佐木紀綱的木材店則是倖存下來的之一。此外這年（1917年），佐佐木紀綱協助籌備設立私立臺南實業補習夜學校。
昭和四年（1929年），佐佐木紀綱在高雄哈瑪星建了新居，並舉行連續三天的新居落成宴席。該年（1929年）佐佐木紀綱曾以臺灣居住日人的總代表，受邀參加昭和天皇舉行的餐會。他在12月5日出發前往，回到臺南後以富地近思為首的親朋好友在臺南公館為他舉辦了歡迎會。昭和十八年（1943年），因應戰爭成立了「臺灣木材統制株式會社」，統一管理木材的供給、製造、銷售、配給，雖然影響其木材事業，但佐佐木紀綱也擁有「臺灣木材統制株式會社」的股票。
佐佐木紀綱於昭和二十年（1945年）8月7日逝世，而因為長男正綱比他先一步逝世（1944年7月25日），家產主要由長孫佐佐木輝綱繼承。

## 故居
佐佐木紀綱在臺南的故居位於看西街教會旁，後來土地被看西街會教會買下拆除。
高雄故居在1943年由郭維鐘租下，二次大戰後產權歸屬中華民國臺灣省政府財政廳。1959年郭宗熙（郭維鐘子）買下此屋，倉庫部分後來2012年左右經整修後由「打狗文史再興會社」所使用。